# 銃姫
『銃姫』（じゅうひめ）は、高殿円による日本のライトノベル。イラストはエナミカツミが担当。MF文庫J（メディアファクトリー）より2004年4月から2009年12月まで刊行された。メディアミックスとして、複数のコミカライズが行われた。
2007年よりセブンシーズ・エンターテインメントが「Gun Princess」の表題で北米版を刊行した。

## ストーリー
引き金を引けば「望んだ言葉を消し去る」ことができる「銃姫」が、キメラのオリヴァントによって盗まれた。メンカナリン聖教団の少年僧兵セドリックは、姉のエルウィング、テロリストの少女アンブローシアと共に、銃姫を取り戻すためオリヴァントを追う旅に出る。

## 登場人物

### 主要人物
セドリック
本作の主人公。メンカナリン聖教団の魔銃士。物語開始時の年齢は14。伝説の魔導師ベリゼルの末裔であるアリルシャー一族の血を引いている。メンカナリンが擁する修練院「月読みの丘」で育てられたが、物語開始時から半年前、兄のように慕っていたオリヴァントの言葉に動揺し魔法を暴走させ、月読みの丘があった満月都市イボリットを10万人の市民と共に消滅させた。
闇の精霊王としての素養を持ち、ひとたび潜在能力が開放されれば、銃無しで魔法を扱うことができる。複雑な魔法式の詠唱も必要とせず、「力のある言葉」一言で強大な魔法を発動させられる。
エルウィングによって、銀でめっきされた純鉛の腕輪を装着させられているが、これは強力過ぎる魔力を抑制するための措置で、本人は腕輪の意味を知らされていない。オリヴァントとグレイシスの息子である。
アンブローシア
ガリアンルードの魔銃士。通称は「アン」。物語開始時の年齢は14。故国を滅ぼしたスラファトを憎悪しており、それらを滅ぼすために「銃姫」を求めている。また、スラファトに協力したメンカナリンのことも心底嫌悪しているが、信仰に染まっていないセドリックやエルウィングに害意は抱いておらず、セドリックには惹かれている。愛銃は彼女の身長ほどある散弾銃。胸の小ささに劣等感を抱いている。
その正体は一介のテロリストではなく、ガリアンルードの唯一の王女アンブローシア・ドミ・ガリアンルード・エドナ・イライザ・エンプローシャ。スラファトの竜王によって胸元の大きな傷をつけられている。当初はセドリックが秘める力を自身の復讐に利用したいと考えていたが、しだいに彼に想いを寄せるようになる。
エルウィング
メンカナリン聖教団のシスター見習い。愛称は「エル」。物語開始時の年齢は17。弟であるセドリックを溺愛しており、物語当初はセドリックを抱きしめて眠る事が習慣となっていた。途方も無い音痴で、歌声を聴く者は（人間に限らず）ほぼ大抵心身の健康を損なうが、本人は無自覚。女性なので、メンカナリンの教義により攻撃魔法は使えない。その代わり、治癒の効果を持つ魔法「聖歌」を使える。アンが羨むほどの豊満なバストの持ち主。セドリックに対しては、姉弟愛以上の感情と過剰な執着を抱いている。
その正体は、「血玉の鉄姫」と呼ばれるオートマタの一種。赤の大魔導師ベリゼルが千年前に異界から召喚した魔導式である。エルウィングという名前とその容姿は、昔セドリックが手にしていた人形を模したもの。
オリヴァント
「キメラのオリヴァント」の異名を持つ凄腕の魔銃士。その名は「災厄の子」を意味する。闇の聖女グレイシスを殺害し11の等級「審判者」を我が物とした。終身刑を言い渡されるが修練院の修練士を皆殺しにし、脱走した重犯罪者として知られている。メンカナリンから「銃姫」を盗み出した。
愛銃はドナテーラ、コティという女性名が付けられた2丁のライフル。オリヴァントはこの2丁の銃から異なる属性の魔法を同時に発動させ、魔法を掛け合わせることができ、「キメラ」の異名はその離れ業に因む。銃の名称は大昔に1人の男を巡って殺し合った姉妹に由来する。ミス・グレイシスというカラフルなオウムがトレードマーク。。
セドリックの父親であり、闇の聖女グレイシスとの間にセドリックを設けた。漫画版『銃姫』では少年期の彼が主人公を務め、グレイシスやジェスとの関係が描かれる。

### 暁帝国
バロット
セドリックがレニンストンで出会ったカートリッジの露天商。みすぼらしい風体をしているものの、非常に鍛え上げられた体躯の持ち主で、高位魔法が封呪されたカートリッジを豊富に取り揃えており、歴史や魔学にも精通している。得意な属性は「火」。故郷での見合い話を嫌気し、花嫁探しの旅をしている。強い子供を欲しており、結婚相手に第一に望む条件は容姿でも性格でもなく「火」属性への高い素養であると公言している。
その正体は、暁帝国の女王ベルトリーゼの実兄バルバリアス・ネオ。暁帝国の火兵軍団を率い、「髑髏王」の異名を持つ。部下のシエラの姓を偽名に使い、お忍びで各地を放浪し、花嫁探しの旅をしている。
シエラ・ヘミングスター
第236火兵師団の火将長を務める大柄な女性。大柄な事をコンプレックスとしている。「髑髏王の6つの目」の1人。

### スラファト
アスコリド・ミト
「竜王」と呼ばれるスラファトの国王。世界で唯一判明している1桁の等級、第9位「冥王」を持つ同国最強の魔銃士でもあり、銃無しで魔法を発動させることが可能。先王ジノの元で育成された「竜王」候補生の第九番（ミト）として育つ。厳しい訓練を経て竜王となるが、その過程で脱落した同胞や先王ジノすらも「取り込んだ」ため、数百の意識が入り混じって完璧な「竜王」を構成するシステムに近い存在と成り果てている。歪な精神の反動で多重人格の弊害を負い、唯一自分の存在を思い出させたアンブローシアに特別な感情を向ける。
ジュディット・ニグローダー
スラファト陸海軍総司令官。
初登場時の年齢は36。階級は大将。女性ながらに「トップ・オブ・ザ・ホーン」と呼ばれる有能な軍人で、スラファト軍の事実上の総大将を務める。また、軍才だけでなく魔銃士としての実力も並外れており、銃をとって前線に出ることもある。男勝りで冷徹だが身内に対しては情が深く、兵士たちからの信頼は厚い。既婚者であり、同僚のビリジャン・ロッドとの間にプリシラという一人娘がいる。アガートとギャランヌの親代わりでもある。
少女時代には軍の奨学生としてイポリットに留学しており、チャンドラースの下宿「マーガレットハウス」の一員として青春時代を過ごした。チャンドラースとは恋人の関係になったこともあるが、スラファトのクリステル侵攻を機に道を違え、決して相入れぬ敵同士となる。
ギース・バシリス
「赤いたてがみ」の異名を持つスラファト軍将校。第十六魔銃士団の団長を務める。バロットとは腐れ縁のライバルで「汚れパンダ」と嫌っている。彼とは幾度か決闘の経験もあるが、常に勝利を収めている実力者。得意な属性は火。愛銃はスラリク752。戦闘中に封呪を行うほどの高い技量を持ち472の等級を持つ高位魔銃士であったが、2巻でセドリックに敗れ、等級が最下級に落ち込んだ。趣味はレース編みで、その技工は専門職人並み、市井のレース店に自作の品を納品しており、シアラが絶賛するほどの出来であった。
髪型はオールバック。銀縁の眼鏡を掛けているが、この設定は作者の「ロマン」であることが、2巻のあとがきで語られている。
プルート・バシリス
セドリック達が霜降り山脈の蜜蜂の館で出会ったスラファトの技術将校。ギースの弟。陸軍第1083技術部隊情報科に所属し、階級は少尉。スラファト人であるが赤毛ではなく、2人の兄と違って魔力を持たない。発明家として大成するための知識と技術を学ぶために軍属となり、多くの発明品を手掛けている。
なお、眼鏡はギースと違って丸眼鏡。
ギャランヌ・ピガネイル
本名はエンマ。青い髪に青い瞳を持ち、古代語（ゲルマリック）を当時のままで発音することができるため、強力な魔法式（ゲール）を作ることが可能である。“六竜将”の1人。
人気が高い歌手でもあり、「エリ・エリ」などの歌を広めてきた。歌う時に魔力を使うことによって、多くの人の心を魅了する歌を歌うことができるが、これはアガート曰く「2時間ぶっ続けで魔法を使っているのと同じ状態」であり、あまり長時間この状態でいると、そのうち魔法が使えなくなってしまうという。また、この歌い方をした時は、決まってコンサートが終わった後にめまいがする。
自分を拾ってくれたアガートにとてもなついており、アガート以外の人間にはほとんど心を開かない。また、アガートのことを恋人のように見ているらしく、母親代わりのジュディットが「アガートにはもうお気に入りができたみたいだぞ」と言った時に、「どこの女よ！」と怒り出したシーンがある。
好物はイチゴ。
アガート・クレイサス
竜王の側近である六竜将の一人で、「鉄鎖のアガート」の異名を持つ強力な魔銃士。
初登場時の年齢は24。階級は中将。女性でありながら体つきや顔立ちがアスコリドによく似ているため、竜王の影武者を務めている。祝福を受けた「福音の魔銃士」であり、銃無しで魔法を撃つことができるが、副作用により女性としての機能を損なっている。

### 月海王国
ティモシー・ボイド
霜降り山脈でセドリックに決闘を挑んできた魔銃士の少年。等級は759。
資産家の生まれであるが、貧しい者から順に戦争に駆り出され、裕福な者が戦争から逃れられる現状に強い怒りを抱いている。戦争への参加を志願しており、そのために等級を求め、有名な紛争地帯であるボスローへ向かっている。
「血まみれの爪」と呼ばれた第四次ボスロー戦争の英雄サテュロス・シーモアに強い憧れを抱いている。愛銃は、世界に三つしかないと言われているロデリックス社製の超高級銃スコルニックで、これはサテュロスが持っていたのと同じモデルである。
チャーリー・ケチャップ
ティモシーの付き人でボイド家の執事を務める老年の男性。
その正体は、かつての世界にその名を轟かせた最強の傭兵、サテュロス・シーモアである。

### メンカナリン
ヒルエス・ザプチェク
メンカナリンの大僧正。その言動には不審なところが多い。
ジェス・グイリバルト
メンカナリンの白の大律師。19の等級＜沈黙の騎士＞を持つ一級の魔銃士であり、愛銃は純白の二連銃「ホワイト・ブラッド」高名な魔学研究者でもある。
月海王国の大貴族・グイリバルト家に生まれるが、私生児であったために家を出、メンカナリンの僧兵となった。絶対信仰中枢にて聖女グレイシスに出会い、その優しさに心を惹かれ、崇拝に近い感情を抱くようになる。また、ルーカとは同じ鉄槌官としてコンビを組んだりしていたようで、馬が合わないながらもそれなりの付き合いはあったらしい。
鉄槌官としての任務の中で、マフィアと通じていた自分の父親を処刑し、名誉と共に親殺しの汚名を着る。やがてルーカがグレイシスをさらって逃亡したため、彼を深く恨むようになる（しかし、漫画版では幽閉されていたグレイシスを連れ去るルーカをあえて見逃している描写がある）。
そして月日が流れ、2人の息子であるセドリックに出会い、複雑な思いを抱きながらもその望みを叶えるために力を貸す。
ジャンヌ・コッダ
霜降り山脈の蜜蜂の館を取り仕切るガリアンルード人の女性。かつては名門バレエ団・白鳥座のプリマドンナだったが、不幸な事故で足に障害を負って引退した。
闇の聖女グレイシスとは親友だった。その縁でオリヴァントとは互いにまだ10代の頃からの旧知でもある。セドリックのことを、初めて会った頃のオリヴァントにそっくりで驚いたと語っている（ただしオリヴァントはそれを否定し、セドリックはグレイシスに似ていると評している）。
キトリ
ガリアンルード人の「蜜蜂」。闇の属性の膨大な魔力を持つ。生れつき四肢を自由に動かすことができず、実年齢は15だが、精神年齢はその半分ほどしかない。
キサラ
「働き蜂」。キトリの双子の妹で、姉と違って心身に障害はないが魔力を持たない。キトリに対して愛憎入り交じった強烈なコンプレックスを抱いている。

### 灰海
サジット・チャンドラース
灰海に住む流星族の長。49の等級＜ベゴダの彗星＞を持つ一級の魔銃士で、その二つ名に因んで「彗星のチャンドラース」と呼ばれる。
軍事の天才であり、人員や装備に劣る灰海軍を率いて強国スラファトの侵攻を食い止めている稀代の英雄。
ホルス・チャンドラース
チャンドラースの養子。元々はガリアンルードから来た難民だった。

## 用語
銃姫
太古の遺産。引き金を引いた者が望んだ「言葉」をこの世から消し去ることができ、使い方によってあらゆる個人、民族、国家の滅亡を実現できる兵器と言われていた。物語開始前は、メンカナリンの総本山である満月都市イボリットに解体された状態で保管されてあったが、オリヴァントによって盗み出された。弾丸には純銀を使用する。
現在では研究が進み、夜明け前の大戦の引き金となった銃であると解釈されている。その際に人間は、魔法を発動させる言葉を失ったとされる。しかし、銃姫が使われた時代は「銃」そのものが存在しなかったことが示唆されており、またなぜ「姫」と名がついているのかなど、様々な謎が残っている。
魔銃士（クロンゼーダー）
魔法銃（ゲルマリック・ガンズ）を用いて魔法を行使する者。メンカナリン聖教の伝承によれば、古来人間は魔法銃を用いずとも魔法を使用できたが、数百年前に起こった「夜明け前」の大戦以降、人間による魔法の乱用が神の怒りに触れ、人間は魔法を扱う能力を奪われたとされる。以来、基本的に魔法の実行には火器が必要となった。
魔銃士が魔法を行使する場合、魔法が込められたカートリッジを銃に装填し発射するという手順を踏む。カートリッジに封呪された魔法が火薬によって発動し、封呪した者の音声で詠唱が唱えられ、様々な現象を引き起こすことができる。カートリッジに込められた魔法が強力であれば、効果もその分大きくなる。魔法銃の構造は、実銃とさほど変わらない。
魔銃士は魔法を行使するため、常に精神を開いた状態にする必要がある。それゆえ、普通の人間に比べて感受性が過敏になる。人によっては、心の健康を損ないやすくなる。
魔法
魔法式（ゲール）によって効果が決定される。魔法式は古代語（ゲルマリック）によって構成され、魔銃士が唱えることで空気中の魔法元素（ロクマリア）と反応し、発光現象を伴う。魔銃士はこの魔法式を見ることで、使用される魔法の属性を読み解く。魔法は魔法式に魔力を走らせた時点で発動するため、展開された魔法式に別の単語（動詞や名詞）を混ぜることで、式を破壊し発動を妨害することができる。また、ゲルマリックの発音が不明瞭であれば効果は減退する為、魔銃士には正しい発音が求められる。
魔法には風（エーメリー）、土（マディ）、水（パイシー）、火（ガメロン）、闇（アグー）、光（ゼノン）の6種類の属性がある。風は土に強く、土は水に強く、水は火に強く、火は闇に強く、闇は光に強く、光は風に強い。魔法式に適切な単語は属性に応じて異なる。魔銃士によって属性には得意不得意があり、人間の70%は火の属性を持っている。属性の向き不向きには遺伝的影響が極めて強く影響し、異なる属性を持つ者同士の交配によって生まれた子供は、両親から両方の属性を受け継ぐ代わりに双方の属性との相性が半分ずつになってしまい、結果的に代を重ねるごとに魔力は弱まっていってしまう。逆に、同じ属性を持つ者同士から生まれた子供は純血に近づき、それに従って魔力が高くなる。そのため、血統操作を行う組織・団体は世界中に存在し、そういった施設は「血の精製機関」と呼ばれる。
カートリッジに魔法を込める行為は「封呪」と呼ばれる。封呪の際には、空の弾丸を手に持って意識を集中させればよい。強い精霊が存在する場所で作った弾丸ほど効果は大きくなり、例えば「風」属性の弾丸を作るのであれば、風の強い場所が望ましいとされる。手に持つ理由は、人体で最も魔力が集中しやすいのが指先だからである。一般的に、得意な属性の弾丸は自前で作り、不得意な属性の魔法は、弾丸を仲間に作って貰ったり他者から購入したりして手に入れる。ただし、市場に流通している弾丸の多くは品質が高くない。魔銃士の多くは貴重なゲルマリックを極力明かしたがらないためである。魔銃士としての遺伝的素養に乏しい者でも経済力を利用して強力な弾丸を揃えている場合はあるし、魔力量が大きくなくとも多彩な弾丸を用意し巧みに戦う者もいる。高位の魔銃士は戦闘中にカートリッジに封呪するという芸当もやってのける。
魔法は金属と相反するものであり、魔法の方が強い。そのため、この時代（作中では「月の時代」と呼ばれる）における軍事では魔銃士が重宝される。実銃や刃物では、戦闘が始まる前に展開される魔法障壁を突破できず、戦争は魔法の撃ち合いになる。
デスパニック
魔銃士の心にある程度の負担がかかった時に引き起こされる。その魔銃士は、自分の魔力が空になるまで銃弾に魔法を込め続け、あるいは撃ち尽くして死亡する。
精霊王（アルティメット）
六属性それぞれの頂点に立つ人間。属性王とも呼ばれる。究極の魔力を持ち、人には許されないはずの「銃無しで魔法を撃つ」という行為を可能とする。各属性につき1人しか存在できず、王座は先代の死によって受け継がれる。その多くが「血の精製機関」において、血統操作により特定の属性の素養を徹底的に純化させられることで誕生している。また、完全な純血を持たない者であっても、後天的に血を濃くすることで精霊王とすることができる。しかし、血の濃さはそれが先天的なものであれ後天的なものであれ、心身に歪みをもたらすことがままある。水の精霊王は今も封印されているメルメットの王女であるため、新たに誕生することはないと言われている。なお、 精霊王はデスパニックを起こしても死なず、その時の記憶が欠落するだけである。
精霊王は土がニムロッド、水がプレメント、火がガヌーヴァ、風がバルキオス、光がジヴァイヤー、闇がアリルシャーの名で呼ばれる。
等級（サモン）
魔銃士の強さを表す数字。数字が若ければ若いほど上位ということになる。「決闘」の結果によって等級は変化し、倒した相手の等級が自分の等級より高ければ、相手の等級と自分の等級が入れ替わる。それゆえ、自分の等級を上げるには、自分より高い等級を所有する魔銃士に決闘で勝利する必要がある。自分より等級が低い相手に決闘を申し込まれ、その相手に勝てば、自分の等級は防衛できる。
等級は、数字が刻印された銀製のタグによって証明される。この等級タグは土の精霊が作ったものなので、人間の手では加工できない。世界各地には「等級塔」と呼ばれる施設が存在し、そこで各等級に名を連ねる魔銃士を確認できる。等級が上がれば上がるほど、世界中の魔銃士にその名が知れ渡ることになる。等級を求めてやたら決闘をふっかける魔銃士は、「等級食い（サラマンダー）」と呼ばれ敬遠される。
決闘
魔銃士が等級をかけて行う私闘。魔銃士が定められた魔法式を唱え、地面に向けて空砲を撃てば、地母神アルストロメリアの眷属である大地の精霊グリザリエルが魔法陣を描き、2名の魔銃士を外界から隔絶する。その後、片方の魔銃士が敗北宣言として天に空砲を撃つか、あるいは死ぬかすれば結界は解かれる。
銀
金属の中では唯一、魔法との親和性に優れる。魔力の高い者が死ねば、その骨は純粋な銀になる。
鉛
銀と正反対の性質を持つ金属。魔力を遮断し、押さえ込む力を持つ。魔銃士は鉛に触れ続けると心身に失調をきたし、純粋な鉛であれば死に至ることもある。強力な魔銃士は、鉛と銀を混ぜた「貴鉛」の装飾品を身に付けることで、魔法の暴発が起こらないよう備えている。また、暴走した魔銃士を拘束するためにも用いられる。
古代語（ゲルマリック）
魔法式を作る上で不可欠となる言語。ゲルマリックの選択は魔法の強弱や魔法式の効率化に影響するため、ゲルマリックを豊富に知る魔銃士ほど戦闘では有利となる。古い遺跡を探索することで、強いゲルマリックを発見できることがある。
"夜明け前"の大戦
数百年前に、世界中を火の海にしたとされる戦争。この戦争の後、人類は魔法を使う力が大幅に制限され、文明水準も後退した。が、その真相は伝承とは異なったものである。

### 国家・組織
月海王国
大陸で最も大きな支配圏を持つ国。文明水準も高く、電話や冷蔵庫も存在する。
ガリアンルード
鉄なる壁の国。贅沢を好まず貧しい者にも進んで施しを与える質素な王家は国中から慕われていたが、物語開始時から5年前、隣国であるスラファトに敗戦し、現在は国家として存続していない。
メンカナリンに否定的な国民が多く、中にはメンカナリンを見直した新たな宗派を作ろうとする動きもあった。メンカナリンからはそれらの行為を取り締まるよう圧力が掛けられていたが、国王はそれを拒否し、国内の活動家を擁護した。それが戦争の口実に使われ、メンカナリンの協力を得たスラファトの侵攻を受け、壊滅した。戦争後はスラファトのプロパガンダによって、国王は邪教崇拝の烙印を押されることになった。
各地に散らばった国民の3割以上が難民と化し、一般市民として他国で生活する者にも多大な課税や、男性であれば徴兵などが実施されている。残った者は「キャラバン」という組織をつくり、スラファトへの抵抗活動を続けている。
メンカナリン
聖なる教えの国、および「盾なるお方」と呼ばれる聖人メンカナリンを崇拝する宗教団体。"夜明け前"以降に発生し、現在の代表者はザプチェク大僧正。物語開始時点では暁帝国以外のほとんどの国々で国教に定められている。異教に対しては基本的に邪教視する立場を取っている。
洗濯が寄進の1つとされている。世俗と違って男性が髪を伸ばすことに否定的ではなく、長髪の男性僧侶は珍しくない。また、私語を是としない。
僧籍を持つ者は、数学や医学などの高等教育を受けることができる。そういった営みは寄付金によって賄われ、教団はそれを福祉や教育という形で社会に還元している。
女性信者には攻撃用魔法の使用と結婚を禁じる戒律を持つが、優秀な魔銃士を養成するため、「優良血系因子保存計画」の名の下に、身体的に成熟した信者に同じ属性の異性との交配を義務付けている。その他、「蜜蜂の館」と呼ばれる魔銃士専用の娼館を擁し、そこでは優秀な素養を持つ男性魔銃士に無料で宿泊と性的サービスを提供する対価として、「蜜蜂」と呼ばれる娼婦との間に子供を作らせている。
「鉄槌官」と呼ばれる特権的な存在を擁する。鉄槌官は罪人を捜査し制裁する権限を持ち、関所を無制限に通行でき、場合によっては一国の最高権力者と対面することも可能。さらに、裁判を省略して死刑執行を行える。鉄槌官の職務としての殺人は、宗教上の禁忌には当たらないということが、大僧正の名の下に確約されている。
領土をほとんど持たないため、古くから大国に取り入ってきた。また、非暴力を是とし、中立を標榜する一方で万単位の僧兵を擁し、他国への軍事的支援を行うなど、教団の外部にはその性格を批判する声も多い。スラファトとガリアンルードの戦争の際にも、「聖なる鉄槌軍」をスラファトの指揮下に送った。その戦争を生き残ったガルアンルード王女の証言によれば、メンカナリン僧兵の中にはガルアンルード人の死体から金歯を取っていく者もいたという。
なお、オリヴァントによれば、メンカナリンとは夜明け前の大戦時に存在した旧太陽帝国軍の将軍。
スラファト
飛び翔ける竜の国。竜王アスコリド・ミトが治める。
各国の遺跡を調査し、古代の遺物に関する情報収集に力を入れている。また、世界中の寺院から聖人の骨を集めて回っており、銃姫のカートリッジの製作を計画している。
兵役は20歳からで、軍服は空色（青）。魔銃士団は全員等級が1000以上。
暁帝国
月海王国に次ぐ大国で、正式な名称は「黄金の夜明けの国」。月海王国とは元々1つの国であったが、今では500年に渡る戦争状態で、両国共に自国こそが太陽帝国の正統な後継者と主張して譲らない。
代々が女王制で、王家に生まれた男子に王位継承権はなく、女王となる姉または妹の忠実な兵となる。現在の皇帝はベルトリーゼ25世（作中では「女王」や「皇帝」といった言葉が特に区別される事なく用いられている）。

## 漫画

### 銃姫〜Sincerely Night〜
『月刊少年シリウス』（講談社）2006年4月号から2008年9月号まで連載された。本編より17年前の物語。作画は一文字蛍。

#### 登場人物
ルーカ・アスラシオン
主人公。弟や妹を養うために非合法な手段で生計を立てていたが、13歳の時、魔銃士の体から血液を搾取し、魔力を向上させる薬と偽って販売していた罪状で、メンカナリン教団に逮捕され死刑判決を受ける。その際、聖女グレイシスの温情によって懲役500年へと特赦され、さらに１つ功績を挙げる度に半年ずつの減刑を条件に鉄槌官となるよう教団に持ち掛けられ、それに応じる。
3年後、16歳となったルーカはグレイシスを連れて鉄槌官として活動。5万ものゲルマリックを知り、二丁銃によって異なる属性を掛け合わせた魔法を駆使する「キメラの魔銃士」としてその名が知れ渡っており、同世代の僧兵の一部からは英雄視されるが、教団の上層部には敵視されている。
愛銃はリボルバー式の魔法銃ヴァルチャーMk-1。片手でシリンダーを回転させることができる上、レール部分を操作することで銃剣にもなる。既に倒産した零細メーカーの製品なので、部品が手に入りにくいという欠点を持つ。
「無力である」ということを罪悪視しており、それゆえに「銃姫」を求めている。
グレイシス・ゲゼル
ヒロイン。闇属性の精霊王であり、メンカナリンの聖女として崇められ、教団内では特権的な地位を有する。精霊王であるため、銃を用いずとも魔法の発動が可能。しかしグレイシスのマジカルステッキ（仮）なるものを持ち、魔法の発動を補助している。罪人であっても命を奪うことを望まない性格。
鉄槌官として活動するルーカの監視役として、彼の道中に付き添う。食事の量が常人離れしており、ルーカ達の旅費の6割近くは彼女の食費で占められている。眠れない体質。
弟がおり、任務で各地をまわる際に教会などで安否を調べていたが、両親と再会した時にはもう亡くなっていた。
ジェス・グイリバルト
ルーカを敵対視する少年。ルーカよりも闇の素質が高く、純血に近い。
また、グレイシスを神のように崇拝している。

### 銃姫 -Phantom Pain-
『月刊少年シリウス』2010年11月号から2014年5月号まで連載された。作画は椋本夏夜。

## 既刊一覧

### 小説
- 高殿円（著）・エナミカツミ（イラスト）、メディアファクトリー〈MF文庫J〉、全11巻
  - 『銃姫 1 〜Gun Princess The Majesty〜』、2004年4月24日発売[5]、ISBN 4-8401-1070-0
  - 『銃姫 2 〜The Lead In My Heart〜』、2004年7月24日発売[6]、ISBN 4-8401-1126-X
  - 『銃姫 3 〜Two and is One〜』、2004年12月25日発売[7]、ISBN 4-8401-1200-2
  - 『銃姫 4 〜Nothing or All Return〜』、2005年5月25日発売[8]、ISBN 4-8401-1262-2
  - 『銃姫 5 〜The Soldier's Sabbath〜』、2005年9月22日発売[9]、ISBN 4-8401-1415-3
  - 『銃姫 6 〜The Lady Canary〜』、2006年1月25日発売[10]、ISBN 4-8401-1485-4
  - 『銃姫 7 〜No more Rain〜』、2006年6月23日発売[11]、ISBN 4-8401-1556-7
  - 『銃姫 8 〜No Other Way to Live〜』、2006年11月24日発売[12]、ISBN 4-8401-1743-8
  - 『銃姫 9 〜It is Not to be "Now"〜』、2008年3月25日発売[13]、ISBN 978-4-8401-2143-9
  - 『銃姫 10 〜Little Recurring circle〜』、2008年12月25日発売[14]、ISBN 978-4-8401-3131-5
  - 『銃姫 11 〜The strongest word in the world〜』、2008年12月25日発売[15]、ISBN 978-4-8401-3132-2

### 漫画
- 高殿円（著）・一文字蛍（作画） 『銃姫〜Sincerely Night〜』 シリウスKC〈講談社〉、全4巻
  1. 2006年11月22日発売[16]、ISBN 4-06-373049-2
  2. 2007年5月23日発売[17]、ISBN 978-4-06-373072-2
  3. 2008年2月22日発売[18]、ISBN 978-4-06-373105-7
  4. 2008年9月22日発売[19]、ISBN 978-4-06-373134-7
- 高殿円（著）・椋本夏夜（作画） 『銃姫 -Phantom Pain-』 シリウスKC〈講談社〉、全6巻
  1. 2011年8月9日発売[20]、ISBN 978-4-06-376287-7
  2. 2011年9月9日発売[21]、ISBN 978-4-06-376296-9
  3. 2012年5月9日発売[22]、ISBN 978-4-06-376328-7
  4. 2013年2月8日発売[23]、ISBN 978-4-06-376382-9
  5. 2013年8月9日発売[24]、ISBN 978-4-06-376412-3
  6. 2014年5月9日発売[25]、ISBN 978-4-06-376465-9